# Limosa haemastica
El aguja café (Limosa haemastica), también denominada zarapito pico recto, aguja parda, becasa de mar, picopando canelo, barga aliblanca, aguja lomiblanca y aguja de Hudson, es una especie de ave Charadriiforme de la familia Scolopacidae propia de América, y divagante en Europa y Australia.

## Descripción
Posee largas patas y el pico largo y algo curvado hacia arriba le permiten andar y alimentarse entre la vegetación alta sobre el limo, y vadear aguas que le llegan hasta el vientre, sumergiendo la cabeza y el pico.

## Historia natural
En primavera, los machos ejecutan un vuelo de exhibición dejando ver las partes inferiores de sus alas, que son blancas con la mitad delantera negra. En invierno el plumaje pierde brillo, pero las alas y la cola mantienen su dibujo.
La postura de huevos ocurre en América del Norte y luego emigran a América del Sur.
Sus presas son insectos, gusanos y otros invertebrados. Anida en marjales, cerca de aguas abiertas y en estuarios.